# رودخانه لیپه
لیپه رودخانه‌ای است در نوردراین-وستفالن در آلمان. لیپه یکی از شاخه‌های دست راستی رود راین است.